# Liste der Kernkraftwerke in Pakistan
Mit Stand Juni 2023 werden in Pakistan an 2 Standorten 6 Reaktorblöcke mit einer installierten Nettoleistung von zusammen 3262 MW betrieben; ein Reaktorblock mit einer installierten Nettoleistung von 90 MW wurde bereits endgültig stillgelegt. Der erste kommerziell genutzte Reaktorblock ging 1972 in Betrieb.
In Pakistan wurden 2011 in Kernkraftwerken insgesamt 3,8 Mrd. kWh (Netto) erzeugt; damit hatte die Kernenergie einen Anteil von 4 Prozent an der Gesamtstromerzeugung. Im Jahr 2022 wurden 22,28 Mrd. kWh erzeugt; damit betrug ihr Anteil 16,2 Prozent an der Gesamtstromerzeugung.

## Karte
| Chashma |

| Karatschi |

## Tabelle
| Name      | Block | Reaktor- typ | Modell   | Status      | Leistung [MWe] | Leistung [MWe] | Therm. Leistung [MWt] | Bau- beginn | Erste Kritikalität | Erste Netz- synchro- nisation | Kommer- zieller Betrieb (geplant) | Abschal- tung (geplant) | Ein- spei- sung [TWh] |
| Name      | Block | Reaktor- typ | Modell   | Status      | Netto          | Brutto         | Therm. Leistung [MWt] | Bau- beginn | Erste Kritikalität | Erste Netz- synchro- nisation | Kommer- zieller Betrieb (geplant) | Abschal- tung (geplant) | Ein- spei- sung [TWh] |
| --------- | ----- | ------------ | -------- | ----------- | -------------- | -------------- | --------------------- | ----------- | ------------------ | ----------------------------- | --------------------------------- | ----------------------- | --------------------- |
| Chashma   | 1     | PWR          | CNP-300  | In Betrieb  | 300            | 325            | 999                   | 01.08.1993  | 03.05.2000         | 13.06.2000                    | 15.09.2000                        | –                       | 45,68                 |
| Chashma   | 2     | PWR          | CNP-300  | In Betrieb  | 300            | 325            | 999                   | 28.12.2005  | 22.02.2011         | 14.03.2011                    | 18.05.2011                        | –                       | 26,67                 |
| Chashma   | 3     | PWR          | CNP-300  | In Betrieb  | 315            | 340            | 999                   | 28.05.2011  | 01.08.2016         | 15.10.2016                    | 06.12.2016                        | –                       | 14,67                 |
| Chashma   | 4     | PWR          | CNP-300  | In Betrieb  | 313            | 340            | 999                   | 18.12.2011  | 15.03.2017         | 25.06.2017                    | 19.09.2017                        | –                       | 12,52                 |
| Karatschi | 1     | PHWR         | CANDU    | Stillgelegt | 90 (125)       | 100            | 337                   | 01.08.1966  | 01.08.1971         | 18.10.1971                    | 07.12.1972                        | 01.08.2021              | 14,92                 |
| Karatschi | 2     | PWR          | ACP-1000 | In Betrieb  | 1014 (1017)    | 1100           | 3060                  | 20.08.2015  | 28.02.2021         | 18.03.2021                    | 21.05.2021                        | –                       | 12,45                 |
| Karatschi | 3     | PWR          | ACP-1000 | In Betrieb  | 1014           | 1100           | 3060                  | 31.05.2016  | 21.02.2022         | 04.03.2022                    | 18.04.2022                        | –                       | 6,18                  |

1. ↑  CANDU-137 MW